# 1970–1971-es NHL-szezon
Az 1970–1971-es NHL-szezon az ötvennegyedik NHL-szezon volt.
Ebben az évben két új csapat lépett be a ligába, a Buffalo Sabres és a Vancouver Canucks. A két új csapat a keleti divízióba került, míg a Chicago Black Hawks a nyugati divízióba lett áthelyezve.

## Tabella
Megjegyzés: a vastagon szedett csapatok bejutottak a rájátszásba
| Keleti divízió      | MSz | Gy | V  | D  | P   | SzG | KG  | B    |
| ------------------- | --- | -- | -- | -- | --- | --- | --- | ---- |
| Boston Bruins       | 78  | 57 | 14 | 7  | 121 | 399 | 207 | 1154 |
| New York Rangers    | 78  | 49 | 18 | 11 | 109 | 259 | 177 | 952  |
| Montréal Canadiens  | 78  | 42 | 23 | 13 | 97  | 291 | 216 | 1271 |
| Toronto Maple Leafs | 78  | 37 | 33 | 8  | 82  | 248 | 211 | 1133 |
| Buffalo Sabres      | 78  | 24 | 39 | 15 | 63  | 217 | 291 | 1188 |
| Vancouver Canucks   | 78  | 24 | 46 | 8  | 56  | 229 | 296 | 1371 |
| Detroit Red Wings   | 78  | 22 | 45 | 11 | 55  | 209 | 308 | 988  |

| Nyugati divízió       | MSz | Gy | V  | D  | P   | SzG | KG  | B    |
| --------------------- | --- | -- | -- | -- | --- | --- | --- | ---- |
| Chicago Black Hawks   | 78  | 49 | 20 | 9  | 107 | 277 | 184 | 1280 |
| St. Louis Blues       | 78  | 34 | 25 | 19 | 87  | 223 | 208 | 1092 |
| Philadelphia Flyers   | 78  | 28 | 33 | 17 | 73  | 207 | 225 | 1060 |
| Minnesota North Stars | 78  | 28 | 34 | 16 | 72  | 191 | 223 | 898  |
| Los Angeles Kings     | 78  | 25 | 40 | 13 | 63  | 239 | 303 | 775  |
| Pittsburgh Penguins   | 78  | 21 | 37 | 20 | 62  | 221 | 240 | 1079 |
| Oakland Seals         | 78  | 20 | 53 | 5  | 45  | 199 | 320 | 937  |

## Kanadai táblázat
| Játékos        | Csapat              | MSz | G  | A   | P   | B   |
| -------------- | ------------------- | --- | -- | --- | --- | --- |
| Phil Esposito  | Boston Bruins       | 78  | 76 | 76  | 152 | 71  |
| Bobby Orr      | Boston Bruins       | 78  | 37 | 102 | 139 | 91  |
| John Bucyk     | Boston Bruins       | 78  | 51 | 65  | 116 | 8   |
| Ken Hodge      | Boston Bruins       | 78  | 43 | 62  | 105 | 113 |
| Bobby Hull     | Chicago Black Hawks | 78  | 44 | 52  | 96  | 32  |
| Norm Ullman    | Toronto Maple Leafs | 73  | 34 | 51  | 85  | 24  |
| Wayne Cashman  | Boston Bruins       | 77  | 21 | 58  | 79  | 100 |
| John McKenzie  | Boston Bruins       | 65  | 31 | 46  | 77  | 120 |
| Red Berenson   | St. Louis Blues     | 67  | 33 | 39  | 72  | 38  |
| Dave Keon      | Toronto Maple Leafs | 76  | 38 | 38  | 76  | 4   |
| Jean Béliveau  | Montréal Canadiens  | 70  | 25 | 51  | 76  | 40  |
| Fred Stanfield | Boston Bruins       | 75  | 24 | 52  | 76  | 12  |

## Kapusok statisztikái
| Játékos          | Csapat                | MSz | Gy | V  | D  | Perc | KG  | SO   | KGÁ  |
| ---------------- | --------------------- | --- | -- | -- | -- | ---- | --- | ---- | ---- |
| Jacques Plante   | Toronto Maple Leafs   | 40  | 24 | 11 | 14 | 2329 | 73  | 4    | 1.88 |
| Ed Giacomin      | New York Rangers      | 45  | 27 | 10 | 7  | 2641 | 95  | 8    | 2.16 |
| Tony Esposito    | Chicago Black Hawks   | 57  | 35 | 14 | 6  | 3325 | 126 | 6    | 2.27 |
| Gilles Villemure | New York Rangers      | 34  | 22 | 8  | 4  | 2039 | 78  | 4    | 2.30 |
| Glenn Hall       | St. Louis Blues       | 32  | 13 | 11 | 8  | 1761 | 71  | 2    | 2.42 |
| Gump Worsley     | Minnesota North Stars | 24  | 4  | 10 | 8  | 1369 | 57  | 0    | 2.50 |
| Eddie Johnston   | Boston Bruins         | 38  | 30 | 6  | 2  | 2280 | 96  | 4    | 2.53 |
| Rogatien Vachon  | Montréal Canadiens    | 47  | 23 | 12 | 9  | 2676 | 118 | 2    | 2.64 |
| Roger Crozier    | Detroit Red Wings     | 34  | 16 | 6  | 9  | 1877 | 83  | 0    | 2.65 |
| Doug Favell      | Philadelphia Flyers   | 44  | 16 | 15 | 9  | 2434 | 108 | 2    | 2.66 |
| Cesare Maniago   | Minnesota North Stars | 40  | 19 | 15 | 6  | 2380 | 5   | 2.70 |      |

## Stanley-kupa rájátszás

### Negyeddöntő
- Boston Bruins (1. kelet) 3 - Montréal Canadiens (3. kelet) 4
- St. Louis Blues (2. nyugat) 2 - Minnesota North Stars (4. nyugat) 4
- Chicago Black Hawks (1. nyugat) 4 - Philadelphia Flyers (3. nyugat) 0
- New York Rangers (2. kelet) 4 - Toronto Maple Leafs (4. kelet) 2

### Elődöntő
- Montréal Canadiens (3. kelet) 4 - Minnesota North Stars (4. nyugat) 2
- Chicago Black Hawks (1. nyugat) 4 - New York Rangers (2. kelet) 3

### Döntő
Montréal Canadiens vs. Chicago Black Hawks
| Dátum     | Idegenben           | Eredmény | Otthon              | Eredmény | Megjegyzés |
| --------- | ------------------- | -------- | ------------------- | -------- | ---------- |
| Május 4.  | Montréal Canadiens  | 1        | Chicago Black Hawks | 2        | (hossz.)   |
| Május 6.  | Montréal Canadiens  | 3        | Chicago Black Hawks | 5        |            |
| Május 9.  | Chicago Black Hawks | 2        | Montréal Canadiens  | 4        |            |
| Május 11. | Chicago Black Hawks | 2        | Montréal Canadiens  | 5        |            |
| Május 13. | Montréal Canadiens  | 0        | Chicago Black Hawks | 2        |            |
| Május 16. | Chicago Black Hawks | 3        | Montréal Canadiens  | 4        |            |
| Május 18. | Montréal Canadiens  | 3        | Chicago Black Hawks | 2        |            |

A hét mérkőzésből álló párharcot (négy győzelemig tartó sorozatot) a Montréal nyerte 4:3-ra, így ők lettek a Stanley-kupa bajnokok.

## NHL díjak
- Prince of Wales-trófea — Montréal Canadiens
- Clarence S. Campbell-tál - Chicago Black Hawks
- Art Ross-trófea - Phil Esposito, Boston Bruins
- Bill Masterton-emlékkupa - Jean Ratelle, New York Rangers
- Calder-emlékkupa - Gilbert Perreault, Buffalo Sabres
- Conn Smythe-trófea Ken Dryden, Montréal Canadiens
- Hart-emlékkupa - Bobby Orr, Boston Bruins
- James Norris-emlékkupa - Bobby Orr, Boston Bruins
- Lady Byng-emlékkupa - John Bucyk, Boston Bruins
- Lester B. Pearson-díj - Phil Esposito, Boston Bruins
- Plusz/minusz vezető - Bobby Orr, Boston Bruins
- Vezina-trófea (legjobb kapusok) - Ed Giacomin és Gilles Villemure, New York Rangers
- Lester Patrick-trófea (USA-i hoki iránti szolgálat) - William M. Jennings, John B. Sollenberger, Terry Sawchuk

### Első All-Star csapat
- Kapus: Ed Giacomin, New York Rangers
- Hátvéd: Bobby Orr, Boston Bruins
- Hátvéd: J.C. Tremblay, Montréal Canadiens
- Center: Phil Esposito, Boston Bruins
- Balszélső: John Bucyk, Boston Bruins
- Jobbszélső: Ken Hodge, Boston Bruins

### Második All-Star csapat
- Kapus: Jacques Plante, Toronto Maple Leafs
- Hátvéd: Brad Park, New York Rangers
- Hátvéd: Pat Stapleton, Chicago Black Hawks
- Center: Dave Keon, Toronto Maple Leafs
- Balszélső: Bobby Hull, Chicago Black Hawks
- Jobbszélső: Yvan Cournoyer, Montréal Canadiens

## Debütálók
Itt a fontosabb debütálók szerepelnek, első csapatukkal. A csillaggal jelöltek a rájátszásban debütáltak.
- Reggie Leach, Boston Bruins
- Ivan Boldirev, Boston Bruins
- Gilbert Perreault, Buffalo Sabres
- Jerry Korab, Chicago Black Hawks
- Gilles Meloche, Chicago Black Hawks
- Ken Dryden, Montréal Canadiens
- Rick MacLeish, Philadelphia Flyers
- Curt Bennett, St. Louis Blues
- René Robert, Toronto Maple Leafs
- Darryl Sittler, Toronto Maple Leafs
- Dale Tallon, Vancouver Canucks

## Visszavonulók
Itt a fontosabb olyan játékosok szerepelnek, akik utolsó NHL-meccsüket ebben a szezonban játszották.
- Jean-Guy Talbot, Buffalo Sabres
- Jean Béliveau, Montréal Canadiens
- John Ferguson, Montréal Canadiens
- Andy Bathgate, Pittsburgh Penguins (a World Hockey Associationban továbbjátszott)
- Glenn Hall, St. Louis Blues
- Johnny Bower, Toronto Maple Leafs
- George Armstrong, Toronto Maple Leafs
- Charlie Hodge, Vancouver Canucks
- Marc Reaume, Vancouver Canucks